# Friedrich Reichenstein
Friedrich Reichenstein, auch Fritz, (geboren 1. Februar 1906 in Herne; gestorben Juni 2017 in Tel Aviv) war ein israelischer Zeitungsverleger und Jurist.

## Leben
Friedrich Reichenstein war ein Sohn der Kaufleute Max Reichenstein und Laura Reinharz. Seine Eltern waren Anfang des Jahrhunderts aus dem österreich-ungarischen Galizien ins Ruhrgebiet gezogen und erhielten 1928 die deutsche Staatsbürgerschaft. Diese wurde ihnen und ihren Kindern 1933 aberkannt. Bei der Reichspogromnacht 1938 verwüsteten Nazis das elterliche Möbelgeschäft in Bottrop, später wurden die Eltern Opfer des Holocaust. Drei von Reichensteins vier Geschwistern konnten sich vor der deutschen Judenverfolgung retten.
Fritz Reichenstein besuchte die Volksschule in Bottrop und die humanistischen Gymnasien Bottrop und Gelsenkirchen. Er studierte Rechtswissenschaft, Nationalökonomie und Philosophie in Freiburg im Breisgau, München, Wien, Berlin und wurde 1931 an der Universität Köln bei Hans Planitz promoviert. Er legte beide juristische Staatsexamina ab und beantragte die Zulassung als Rechtsanwalt. Nach der Machtübergabe an die Nationalsozialisten 1933 gehörte er in Essen zu den jüdischen Juristen, die gewaltsam aus dem Gerichtsgebäude vertrieben wurden. Es wurde ihm die Zulassung zum Rechtsanwaltsberuf wieder aberkannt und er schlug sich als Rechtsberater durch. Mit einem Einwanderungszertifikat gelang ihm 1935 die Einreise nach Palästina, und er ging zunächst in den Kibbuz En Charod. Er heiratete 1936 die aus Lodz stammende Sarah Lewi, sie hatten drei Kinder. Er war nochmals 1968 mit Sigrid Sälzer verheiratet.
Reichenstein gründete 1936 in Tel Aviv die Zeitung in deutscher Sprache Yedioth Hayom und gab die Wochenzeitung Atid Sharon heraus. 1948 schuf er den Verlag Hayom Press, bei dem zeitweise die hebräische Tageszeitung Maariw gedruckt wurde. 1964 gab es in Israel kaum noch Bedarf für eine deutschsprachige Zeitung, und Reichenstein beendete im Dezember die Herausgabe.
Ab 1956 war er auch als „nichtresidenzpflichtiger“ Rechtsanwalt in deutschen Wiedergutmachungsverfahren tätig.

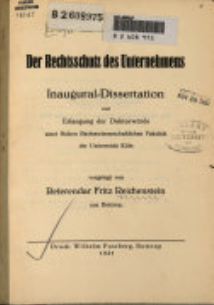
Dissertation 1931

Reichenstein starb Anfang Juni 2017 in Tel Aviv im Alter von 111 Jahren.

## Schriften (Auswahl)
- Der Rechtsschutz des Unternehmens. Postberg, Bottrop 1931. Dissertation Köln 1931, OCLC 253023407.
- Yedioth Hayom – Ich und meine Zeitung. Eine erlebte Geschichte. Reichenstein, Tel Aviv 2007, OCLC 315994946. (Online bei docplayer)